# 1897 en musique classique
| \| • Retour à la chronologie générale de la musique classique • \| |
| Grèce • Rome • Haut Moyen Âge • VIIIe siècle • IXe siècle • Xe siècle • XIe siècle XIIe siècle • XIIIe siècle • XIVe siècle • XVe siècle • XVIe siècle • XVIIe siècle XVIIIe siècle • XIXe siècle • XXe siècle • XXIe siècle |
| • Retour à la chronologie générale de la musique classique • |

| Années en musique classique : 1894 - 1895 - 1896 - 1897 - 1898 - 1899 - 1900    |
| Décennies en musique classique : 1860 - 1870 - 1880 - 1890 - 1900 - 1910 - 1920 |

## Événements
- 7 janvier : première représentation au Théâtre Amazonas à Manaus au Brésil (La Gioconda d'Amilcare Ponchielli).
- 10 janvier : Istar, variations symphoniques, poème symphonique de Vincent d'Indy, créé aux concerts Ysaye.
- 9 février : Fierrabras, opéra de Franz Schubert, créé à Karlsruhe.
- 14 février : la Symphonie no 1 en fa mineur op. 7 d'Hugo Alfvén, créée à Stockholm, par le Kungliga Hovkapellet dirigé par Conrad Nordqvist (nl).
- 12 mars : Fervaal, opéra de Vincent d'Indy, créé au Théâtre de la Monnaie de Bruxelles sous la direction de Philip Flon.
- 15 mars :  la Symphonie no 1 en ré mineur, de Rachmaninov, créée à Saint-Pétersbourg sous la direction de Glazounov dans le cadre des Concerts symphoniques russes. Elle reçoit un très mauvais accueil.
- 6 mai : La Bohème, opéra de Ruggero Leoncavallo, créé à La Fenice.
- 18 mai : L'Apprenti sorcier de Paul Dukas, créé par la Société nationale de musique, sous la direction du compositeur.
- 6 septembre : La falena, opéra d'Antonio Smareglia, créé au Teatro Rossini de Venise sous la direction de Gialdino Gialdini.
- 27 novembre : 
  - Sapho, pièce lyrique de Jules Massenet, créée à l'Opéra-Comique sous la direction de Jules Danbé.
  - L'Arlesiana, opéra de  Francesco Cilea, créé au Teatro Lirico de Milan.

Date indéterminée
- Publication du 8e recueil des Pièces lyriques d'Edvard Grieg.
- le Trio pour piano et cordes en ut mineur est composé par Rimski-Korsakov (édité en 1970).
- Enoch Arden (en) mélodrame de Richard Strauss.

## Naissances

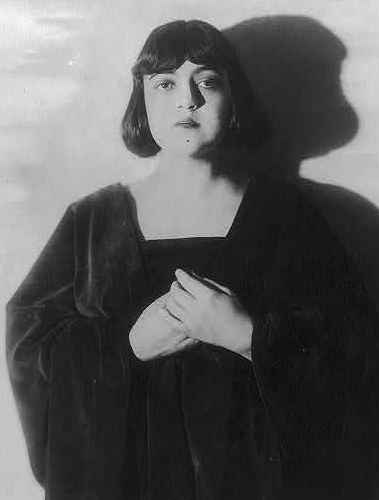
Rosa Ponselle

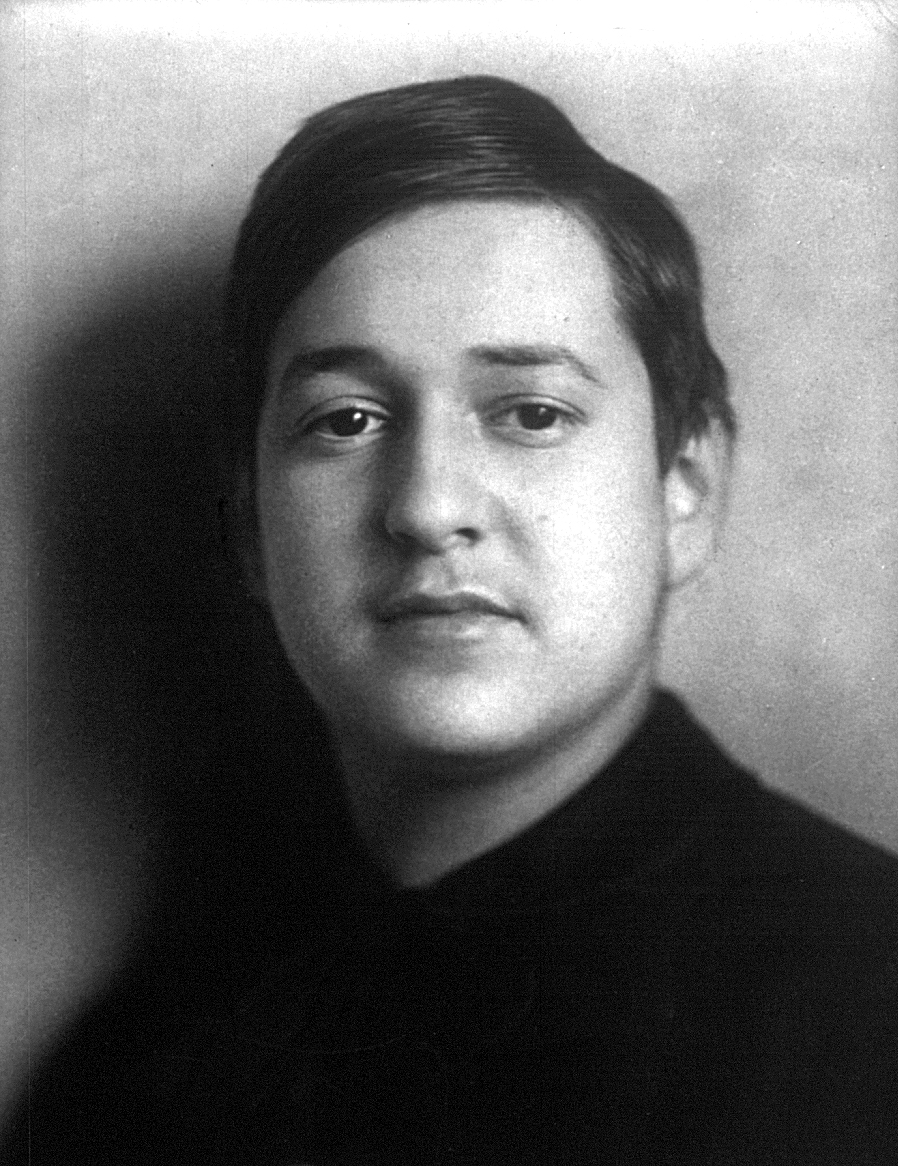
Erich Wolfgang Korngold

- 5 janvier : Theo Mackeben, chef d'orchestre et compositeur allemand († 10 janvier 1953).
- 22 janvier : Rosa Ponselle, soprano américaine († 25 mai 1981).
- 4 février : Aldo Finzi, compositeur italien († 7 février 1945).
- 5 février : Sim Gokkes, compositeur néerlandais († 1943).
- 11 février : Yves de la Casinière, musicien, compositeur et pédagogue français († 26 octobre 1971).
- 12 février : Břetislav Bakala, chef d'orchestre, pianiste et compositeur tchèque († 1er avril 1958).
- 14 février : Jørgen Bentzon, compositeur danois († 9 juillet 1951).
- 19 février : Willi Domgraf-Fassbaender, baryton allemand († 13 février 1978).
- 27 février : Marian Anderson, contralto américaine († 8 avril 1993).
- 6 mars : Knudåge Riisager, compositeur danois († 26 décembre 1974).
- 9 mars : Madeleine Bloy-Souberbielle, violoniste et compositrice française († 9 août 1990).
- 11 mars : 
  - Julius Bürger, compositeur, pianiste et chef d'orchestre autrichien puis américain († 12 juin 1995).
  - Henry Cowell, compositeur, pianiste, théoricien, professeur, éditeur et imprésario américain († 10 décembre 1965).
- 11 avril : Mihály Krausz, compositeur hongrois († 3 novembre 1940).
- 17 avril : Harald Sæverud, compositeur et chef d'orchestre norvégien († 27 mars 1992).
- 22 avril : Maurice Franck, compositeur, chef d’orchestre  et professeur de musique français († 21 mars 1983).
- 24 avril : György Kósa, compositeur et pianiste hongrois († 16 août 1984).
- 7 mai : Marcel Maas, pianiste belge († 11 juin 1950).
- 19 mai : Enrico Mainardi, professeur, compositeur et chef d'orchestre italien († 10 avril 1976).
- 22 mai : Marcelle Meyer, pianiste française († 17 novembre 1958).
- 29 mai : Erich Wolfgang Korngold, compositeur austro-américain († 29 novembre 1957).
- 31 mai : Pierre Leemans, musicien et compositeur de musique classique belge († 10 janvier 1980).
- 5 juin : Jara Beneš, compositeur tchèque († 10 avril 1949).
- 7 juin : George Szell, chef d'orchestre et pianiste américain († 30 juillet 1970).
- 11 juin : Alexandre Tansman, compositeur français d'origine  polonaise († 15 novembre 1986).
- 12 juin : Léon Goossens, hautboïste britannique († 12 février 1988).
- 22 juin : Bul-Bul, chanteur populaire et chanteur d’opéra azerbaïdjanais († 26 septembre 1961).
- 24 juin :
  - Hermann Busch, violoncelliste allemand († 3 juin 1975).
  - Jules Gressier, chef d'orchestre français († 27 juin 1960).
- 29 juin : Ottmar Gerster, violoniste, compositeur et chef d'orchestre allemand († 31 août 1969)
- 5 juillet :
  - Paul Ben-Haim, compositeur israélien († 20 janvier 1984).
  - Mogens Wöldike, chef d'orchestre et organiste danois († 20 octobre 1988).
- 7 juillet : Aline van Barentzen, pianiste franco-américaine († 30 octobre 1981).
- 9 juillet : Boris Ord, organiste, chef de chœur et compositeur britannique († 30 décembre 1961).
- 15 juillet : Claude Duboscq, compositeur et poète français († 2 mai 1938).
- 19 juillet : Robert Soetens, violoniste français († 22 octobre 1997).
- 14 août : Simone Plé-Caussade, pédagogue, compositrice et pianiste française († 6 août 1986).
- 20 août : Maurice Jeanjean, musicien (saxophone alto, clarinette), compositeur (de cinéma) et arrangeur français († 12 janvier 1968).
- 25 août : Jaroslav Řídký, compositeur, chef d'orchestre et harpiste tchèque († 14 août 1956).
- 29 août : Helge Rosvaenge, ténor danois († 19 juin 1972).
- 3 septembre : Francisco Mignone, compositeur, pianiste, chef d'orchestre et pédagogue brésilien († 19 février 1986).
- 15 septembre : Paul Schöffler, baryton-basse autrichien († 21 novembre 1977).
- 18 septembre : Pablo Sorozábal, compositeur espagnol († 26 décembre 1988).
- 30 septembre : Gaspar Cassadó, violoncelliste et compositeur espagnol († 24 décembre 1966).
- 8 octobre : Joseph Calvet, violoniste français († 3 mai 1984).
- 10 octobre : Lamar Stringfield, compositeur, flûtiste, musicologue et chef d’orchestre américain († 21 janvier 1959).
- 16 octobre : Tasso Janopoulo, pianiste français († 1970).
- 26 octobre : Tiana Lemnitz, soprano allemande († 5 février 1994).
- 4 novembre : Oscar Lorenzo Fernández, compositeur brésilien († 27 août 1948).
- 12 novembre : Karl Marx, compositeur allemand († 8 mai 1985 (à 87 ans)).
- 20 novembre : Margaret Sutherland, compositrice australienne († 12 août 1984).
- 6 décembre : John Fernström, compositeur et chef d'orchestre suédois († 19 octobre 1961).
- 8 décembre : Leslie Heward, compositeur et chef d'orchestre britannique († 3 mai 1943).
- 14 décembre : Georges Thill, ténor français († 15 octobre 1984).
- 31 décembre : Roger Dumas, compositeur et chef d'orchestre français († 15 juin 1951).

Date indéterminée
- Fernando Obradors, compositeur espagnol († 1945).

## Décès

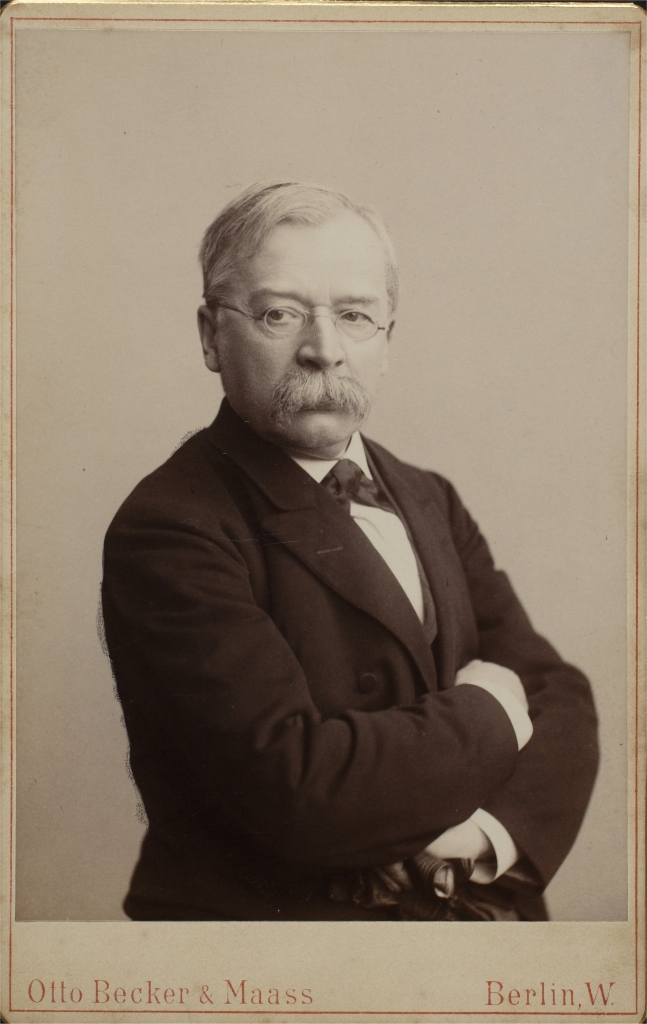
Woldemar Bargiel

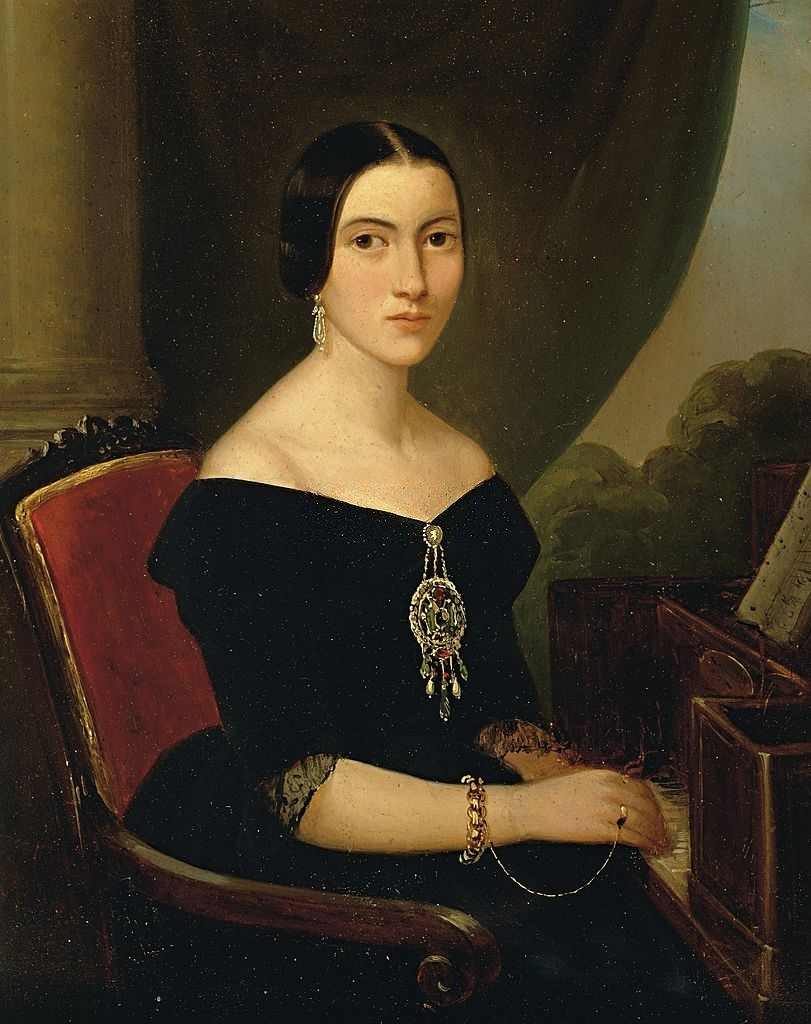
Giuseppina Strepponi

- 10 février : Antonio Bazzini, violoniste et compositeur italien (° 11 mars 1818).
- 23 février : Woldemar Bargiel, compositeur et pédagogue allemand (° 3 octobre 1828).
- 25 février : Cornélie Falcon, soprano française (° 28 janvier 1814).
- 10 mars : Teodulo Mabellini, compositeur italien (° 2 avril 1817).
- 11 mars : Berthold Tours, violoniste, organiste, compositeur et éditeur de musique britannique né aux Pays-Bas (° 17 décembre 1838).
- 21 mars : Girolamo Alessandro Biaggi, compositeur italien (° 2 février 1819).
- 3 avril : Johannes Brahms, compositeur, pianiste et chef d'orchestre allemand (° 7 mai 1833).
- 17 avril : Salvatore Meluzzi, compositeur et organiste italien (° 22 juillet 1813).
- 9 juin : Pavel Pabst, pianiste russe (° 27 mai 1854).
- 18 juin : Franz Krenn, chef d'orchestre, organiste et professeur de musique autrichien (° 26 février 1816).
- 21 juin : Clara H. Scott, compositrice, compositrice d'hymnes (en) et éditrice américaine (° 3 décembre 1843).
- 6 juillet : Henri Meilhac, librettiste d'opérettes et d'opéras français (° 21 février 1831).
- 12 juillet : Félix Godefroid, harpiste et compositeur belge (° 24 juillet 1818).
- 15 juillet : Jules Cerclier, trompettiste, compositeur et pédagogue français (° 29 mai 1823).
- 12 septembre : Alix Fournier, compositeur français (° 11 octobre 1864).
- 18 septembre : Henri Chivot, librettiste d'opérettes (° 13 novembre 1830).
- 19 septembre : Leone Giraldoni, baryton italien (° 4 juillet 1824).
- 20 septembre : Karel Bendl, compositeur et chef de chœur tchèque (° 16 avril 1838).
- 26 septembre : Clotilde Kainerstorfer, compositrice autrichienne (° 2 juillet 1833).
- 5 octobre : Émile-Alexandre Taskin, chanteur français de l'Opéra-Comique (° 18 mars 1853).
- 10 octobre : Louise Lavoye, soprano française (° 28 juin 1823).
- 11 octobre : Léon Boëllmann, organiste et compositeur français (° 25 septembre 1862).
- 6 novembre : Edme-Marie-Ernest Deldevez, violoniste, compositeur et chef d'orchestre français (° 31 mai 1817).
- 14 novembre : Giuseppina Strepponi, soprano italienne (° 6 septembre 1815).
- 4 décembre : Adolf Neuendorff, compositeur, violoniste, pianiste, chef d'orchestre, metteur en scène et directeur de théâtre germano-américain (° 13 juin 1843).
- 25 décembre : Céleste Alkan, cantatrice française (° 25 février 1812).
- 29 décembre : Léon Carvalho, chanteur lyrique, impresario d'opéra, directeur de théâtres et d'opéras, et producteur français (° 18 janvier 1825).